# Йованович, Васа
Василие (Васа) Йованович (серб. Василије (Васа) Јовановић / Vasilije (Vasa) Jovanović), известный также как Васа Македонец (серб. Васа Маћедонац / Vasa Maćedonac; февраль 1874, Скопье — 31 декабря 1970, Белград) — сербский юрист, политик, один из идеологов движения четников, внёсший свой вклад в создание Королевства сербов, хорватов и словенцев и образование Лиги наций.

## Биография
Родился в феврале 1874 года в семье сербов, проживавших в македонской деревне Кожле и бежавших от албанских погромов в Скопье. Детство провёл в Белграде, где окончил среднюю школу и юридический факультет Великой школы. Защитил диссертацию в Брюсселе и получил степень доктора философии.
С 1900 года Годжевац поддерживал связь с сербами в Македонии и помогал сербскому национальному движению в Македонии и сербским частям ВМРО, а вместе с Йовановичем он основал в сентябре 1903 года сербский четницкий комитет. После Илинденского восстания Лука Челович и Йован Атанацкович присоединились к комитету, а Йованович стал секретарём Центрального комитета сербского четницкого движения, пробыв на этой должности до 1905 года.
После Младотурецкой революции 1908 года, когда решение македонского вопроса казалось вполне возможным, Йованович принял участие в первом съезде сербов Старой Сербии и Македонии, прошедшем с 12 по 15 августа 1908 в Скопье. Он был избран членом ЦК Сербской демократической лиги, политической партии сербского национального меньшинства в Османской империи. В феврале 1909 года он встретился на заседании членов Сербской ассамблеи, но вскоре партию запретили младотурки.
В годы Первой мировой войны Йованович был мобилизован и вскоре отправлен во Францию по распоряжению сербского правительства. После войны он пробыл некоторое время в Женеве как сооснователь Лиги наций и делегат от Югославии. Во время существования Первой Югославии занимал несколько постов в правительстве, будучи министром транспорта, почты и телеграфа, лесного хозяйства и горной промышленности, сельского хозяйства и дел Учредительной скупщины Югославии. Во время Второй мировой войны подписал Обращение к сербскому народу, написанное коллаборационистским правительством Милана Недича, однако властями не преследовался в послевоенные годы.
Скончался в Белграде в 1970 году.